# Géographie astronomique
 (mars 2025).
Si vous disposez d'ouvrages ou d'articles de référence ou si vous connaissez des sites web de qualité traitant du thème abordé ici, merci de compléter l'article en donnant les références utiles à sa vérifiabilité et en les liant à la section « Notes et références ».

Mécanisme des marées.

La géographie astronomique est la branche de la géographie mathématique qui « a pour but la description de la Terre, considérée comme corps céleste, mobile dans l'espace, et tournant ainsi que les planètes autour du soleil, qui est leur centre commun ». Elle cherche donc à étudier la planète Terre d'un point de vue astronomique et dans sa généralité (forme, dimensions, mouvements, relations avec d'autres corps célestes, etc.). Elle est donc caractérisée par une approche extérieure de l'étude de la Terre, contrairement à la géologie qui traite des aspects internes de notre monde (noyau, manteau, croûte, manteau, roches, tremblements de terre, volcans, cratères, etc.).